# Tour de Beauvivier
La tour de Beauvivier est le dernier vestige d'une ancienne maison forte citée aux XIe et XIIe siècles, centre de la seigneurie de Beauvivier, qui se dresse dans la réserve naturelle du Bout-du-Lac sur la commune de Doussard dans le département de la Haute-Savoie, en région Auvergne-Rhône-Alpes.

## Situation
La tour de Beauvivier est située dans le département français de la Haute-Savoie sur la commune de Doussard, entre les embouchures de l'Eau Morte et de l'Ire, sur les bords du lac d'Annecy. La maison forte surveillait le bout du lac, le port du Vivier, appartenant à Verthier, disparu en raison de son ensablement, ainsi que la route qui permettait de rejoindre Annecy.
La tour est incluse dans la réserve naturelle nationale du Bout du Lac d'Annecy, en bordure d'une roselière, accessible par un ponton et un escalier métallique permet d'accéder à son sommet.

## Histoire

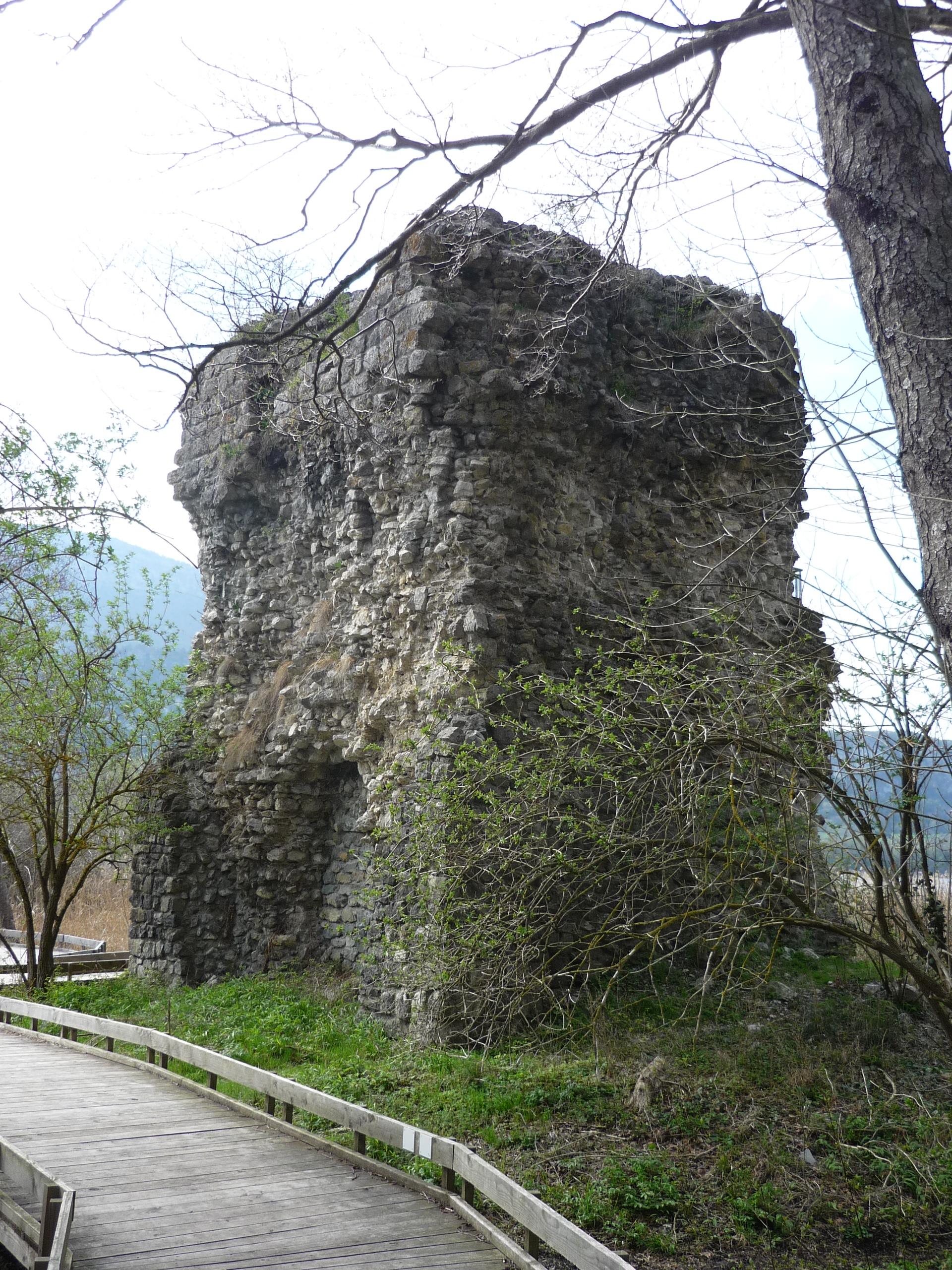
Vue de la tour de Beauvivier en ruine.

Un château fort est cité aux XIe et XIIe siècles. Il est le chef-lieu de la seigneurie de Beauvivier, dépendante du mandement de Duingt, dans le comté de Genève,. Le château relève des seigneurs de Duin, qui contrôle cette partie du lac d'Annecy, jusqu'à Giez. La tour en serait le dernier vestige. Le château protégeait le port et également un péage perçu au pont sur l'Eau Morte, dans le village de Verthier (Doussard).
En 1305, elle est citée avec : « ses fossés, pêches, moulins et appartenance »,,.
En 1360, Pierre, chevalier, prête hommage pour sa maison de Beauviviers : « la moitié du domaine de Beauvivier, savoir ban, juridiction et revenu qui en proviennent, plus la moitié du lac de Duyn, la moitié des eaux de pêche, l'ensemble de la juridiction et usage qu'il a sur les hommes du prieur de Talloires ».
La maison forte et le bourg seront détruits au XVe siècle par une crue.
Le château de Beauvivier, centre de la seigneurie homonyme, reste aux mains de la famille de Duin jusqu'en 1530,, date à laquelle Louise de Duingt vend la seigneurie au duc Philippe de Genevois-Nemours.
Au XVIIe siècle, les ducs vendent Beauvivier, la maison forte est déjà en ruine, avec Ruange et Châteauvieux, à Gaspard Jodoc Stockalper,.
Destitué par le Landrat (préfet) du Valais en 1678, il vend les fiefs qu'il possède au bord du lac d'Annecy en 1681 à la famille de Monthouz, et s’enfuit à Domodossola.
Les Monthouz, devenu seigneurs de Beauvivier tentent de remettre en vigueur le droit de pêche, tombé en désuétude, sur la partie sud du lac, provoquant l'ire des populations locales notamment des habitants de Lathuile qui prennent les armes le 20 mars 1697.
Châteauvieux ayant été vendue par les Monthouz dès 1696, à François-Nicolas de Montpiton, seigneur du Noiret (Saint-Jorioz), ils vendent en 1698, Beauvivier et Ruange aux marquis de Sales. Les Sales étant déjà en possession des fiefs et des châteaux de Dhéré et de Lathuile.

## Description
Du château de Beauvivier, il ne reste de nos jours qu'une tour carrée du XIIe siècle, haute d'une dizaine de mètres, consolidée en 1993. On y accède par une porte voutée en ogive située au premier étage. La façade méridionale est percée d'une archère à embrasure. Sur sa face ouest, un passage permettait de gagner le corps de logis.